# La Estrella (Chile)
La Estrella é uma comuna da província de Cardenal Caro, localizada na Região de O'Higgins, Chile. Possui uma área de 435,0 km² e uma população de 4.221 habitantes (2002).